# Jane Tregunno
Jane Tregunno   (Saint Catharines, 9 de juliol de 1962) és una ex-remadora canadenca que va competir durant la dècada de 1980.
El 1984 va prendre part en els Jocs Olímpics de Los Angeles, on guanyà la medalla de plata en la competició del quatre amb timoner del programa de rem. Formà equip amb Barbara Armbrust, Marilyn Brain, Angela Schneider i Lesley Thompson. Quatre anys més tard, als Jocs de Seül, fou setena en la mateixa competició. En el seu palmarès també destaca una medalla d'or al Campionat del món de rem i als Jocs de la Commonwealth.